# Зове се Леј-Леј
Зове се Леј-Леј је америчка комедија коју је креирао Дејвид А. Арнолд која је премијерно приказана на Никелодиону 23. септембра 2021. 

## Радња
Док се бори да буде прихваћена у школи и треба најбољу другарицу да с њом прича, Сејди пожели да Леј-Леј, вештачки интелигентни аватар из апликације за личну афирмацију, буде стварна и помогне јој да научи да се истакне. Када се њена жеља оствари, Леј-Леј магично оживи, оне се сналазе у животима тинејџерки и откривају ко су заиста, све док се труде да одрже Леј-Лејин идентитет скривеним.

## Ликови

### Главни
- Зове се Леј-Леј као Леј-Леј, вештачки интелигентни аватар из мобилног који је оживео у облику људске тинејџерке са специјалним способностима
- Габријела Невае Грин као Сејди, девојка која је поседовала верзију Леј-Леј аватара из мобилног док није оживела
- Тифани Данијелс као Триш, Сејдина мајка
- Томас Хобсон као Брајс, Сејдин отац
- Пејтон Перин III као Марки, Сејдин брат
- Кејлеб Браун као Џереми (сезона 1), Сејдин и Леј-Лејин другар из одељења
- Елајџа М. Купер као Кобо (сезона 2)

### Споредни
- Андреа Барбер као директорка Вилингам
- Кенсингтон Толман као Тифани, најпопуларнија девојка у школи
- Ишмел Сахид као Вуди
- Ана-Грејс Арнолд као Џиџи
- Шон Филип Глазгов као Лагнат
- Арчер Ватано као Скут
- Грејдон Јосовиц као Грејдон Вејдон

## Улоге
| Улога              | Глумац               | Српски глас                                                  |
| ------------------ | -------------------- | ------------------------------------------------------------ |
| Леј-Леј            | Алаја Хај            | Хана Дамњановић Петра Семиз (С2Е1-С2Е)                       |
| Сејди Александер   | Габријела Невае      | Ивона Аливојводић (С1) Јована Васић (С2)                     |
| Триш Александер    | Тифани Данијелс      | Марија Стокић Ђурђина Радић (С1 певање) Ања Орељ (С2 певање) |
| Брајс Александер   | Томас Хобсон         | Бранислав Јевтић Владан Слијепчевић (С2 певање)              |
| Марки Александер   | Пејтон Перин III     | Марко Јакшић                                                 |
| Џереми Милер       | Кејлеб Браун         | Никола Тодоровић                                             |
| Кобо               | Елајџа М. Купер      | Марко Росић                                                  |
| Зелда Вилингам     | Андреа Барбер        | Михаела Стаменковић                                          |
| Тифани Хајлендер   | Кенсингтон Толман    | Тиња Дамњановић                                              |
| Џиџи Дејвидсон     | Ана-Грејс Арнолд     | Ирина Арсенијевић                                            |
| Гђа Коловеј        | Кристин Родригез     | Александра Хлишћ                                             |
| Брија Хокинс       | Ема Виник            | Ирина Арсенијевић                                            |
| Вуди               | Ишме Сахид           | Огњен Дрењанин                                               |
| Данијел            | Ајзеја Морган        | непознато                                                    |
| Лео                | Карсон Смит          |                                                              |
| Лагнат             | Шон Филип Глазгов    | Вук Гајић                                                    |
| Г. Пачер           | Џош Бендеј           | Бојан Хлишћ                                                  |
| Мици               | Кејт Фланери         | Михаела Стаменковић                                          |
| Старац Пакер       | непознато            |                                                              |
| Грејдон Вејдон     | Грејдон Јосовиц      | Милан Тубић                                                  |
| Велма              | Роз Рајан            | Александра Хлишћ                                             |
| Ђаконица Гледис    | Лојн Перин           | Михаела Стаменковић                                          |
| Отац Браун         | Дејвид А. Арнолд     | Бојан Хлишћ                                                  |
| Картије            | Еверли Карганила     |                                                              |
| Џо                 | Били ван Зант        |                                                              |
| Млади Дилан        | Дилан Гилмер         | Вук Герум                                                    |
| Меги               | Натали Ландер        | Ирина Арсенијевић                                            |
| Серђо              | непознато            |                                                              |
| Ди-џеј Робот Хед   | Десија Гор           | Милена Моравчевић                                            |
| Ким                | Ким Витли            | Александра Хлишћ                                             |
| Серена             | Тара Пери            | Ирина Арсенијевић                                            |
| Нудлс              | Џон Биверс           | Милан Тубић                                                  |
| Бренди Вилингам    | Пајпер Браун         | Хана Дамњановић                                              |
| Џасмин             | Сенаи Викторија      | Јана Пауновић                                                |
| Поправљач телефона | Џои Браг             | Немања Живковић                                              |
| Џим                | Вилки Фергусон       | Никола Немешевић                                             |
| Анина              | непознато            | Ирина Арсенијевић                                            |
| Скут               | Арчер Ватано         | Виктор Мајер                                                 |
| Даг                | Маркус Фолмар        | Александар Глигорић                                          |
| Кајрез             | Британи Рос          | Ања Орељ                                                     |
| Ребека Вилсон      | Селина Смит          | Тиња Дамњановић                                              |
| Реј-Реј            | Рамон Рид            | Немања Живковић                                              |
| Гејб Александер    | Травис Вулф мл.      | Вук Гајић                                                    |
| Бака Фло           | Патриша Белчер       | Александра Хлишћ                                             |
| Дека Александер    | Грег Данијел         | Бранислав Платиша                                            |
| Лук Александер     | Терел Ли             | Бојан Хлишћ                                                  |
| Емили Александер   | Напијера Гроувс      | Ања Орељ                                                     |
| Дарил Макданијелс  | Дарил Макданијелс    | Александар Глигорић                                          |
| Софија Фугаци      | Меник Гунератне      | Драгана Кураица                                              |
| Рендал             | непознато            | непознато                                                    |
| Учитељица          | непознато            | Александра Мацановић                                         |
| Микејла Астел      | Микејла Астел        | Ања Орељ                                                     |
| Наја Дамасен       | Наја Дамасен         | Ирина Арсенијевић                                            |
| Бејли Морисон      | Бејли Морисон        | Јана Пауновић                                                |
| Изабела Гонзалез   | Изабела Гонзалез     | Катарина Никић                                               |
| Линколн Кајмс      | Парвеш Шина          | Александар Глигорић                                          |
| Илана Винтер       | Мија Харис           | Ирина Арсенијевић                                            |
| Манчи              | Исаија Круз          | TBA                                                          |
| Бри Вигин          | Алисон Скалиоти      | Ања Орељ                                                     |
| Beastie Pie        | Џек Грифо            | Немања Живковић                                              |
| Smashmouth         | Престон Гарсија      | TBA                                                          |
| Фелисија           | Мариса Рејес         | TBA                                                          |
| Милаена            | Каја Џексон          | TBA                                                          |
| TBA                | Скарлет Розлин       | TBA                                                          |
| Млада Сејди        | Серенити Грејс Расел | TBA                                                          |
| Мала Алис          | Клои Монро Томас     | TBA                                                          |
| Одрасла Сејди      | Кејлор Ли            | TBA                                                          |
| Одрасла Леј-Леј    | Ареале Дејвис        | TBA                                                          |
| Одрасли Скут       | Вилијам Лук Шрејбер  | TBA                                                          |
| Сарџ               | Мигел А. Нуњез       | TBA                                                          |
| The Lil' Guy       | Кели Перин           | TBA                                                          |
| Гђа Неј-Неј        | Никол Саливан        | TBA                                                          |
| Хеј-Хеј            | Џизел Торес          | TBA                                                          |
| Џеј-Џеј            | Телчи Хајн           | TBA                                                          |
| Кеј-Кеј            | Изабела Кровети      | TBA                                                          |
| Бака Маргерит      | Телма Хопкинс        | TBA                                                          |
| Алекс              | Линколн Бонила       | TBA                                                          |
| Гђа Хупер          | Сара Ру              | TBA                                                          |
| Џили Донатс        | Алисин Снајдер       | TBA                                                          |

## Емитовање
Прва сезона је доступна, за стримовање, на Netflix-у од 21. јануара 2022. Друга сезона је додата на Netflix 23. фебруара 2023.